# Stazione di Rubiera
La stazione di Rubiera è una stazione ferroviaria della linea Milano-Bologna. Sorge in Viale della Stazione, nel centro di Rubiera.

## Strutture e impianti
La stazione, gestita da Rete Ferroviaria Italiana, conta tre binari, due di corsa e quello intermedio per le precedenze, serviti da un marciapiede ad isola accessibile attraverso un sottopassaggio.

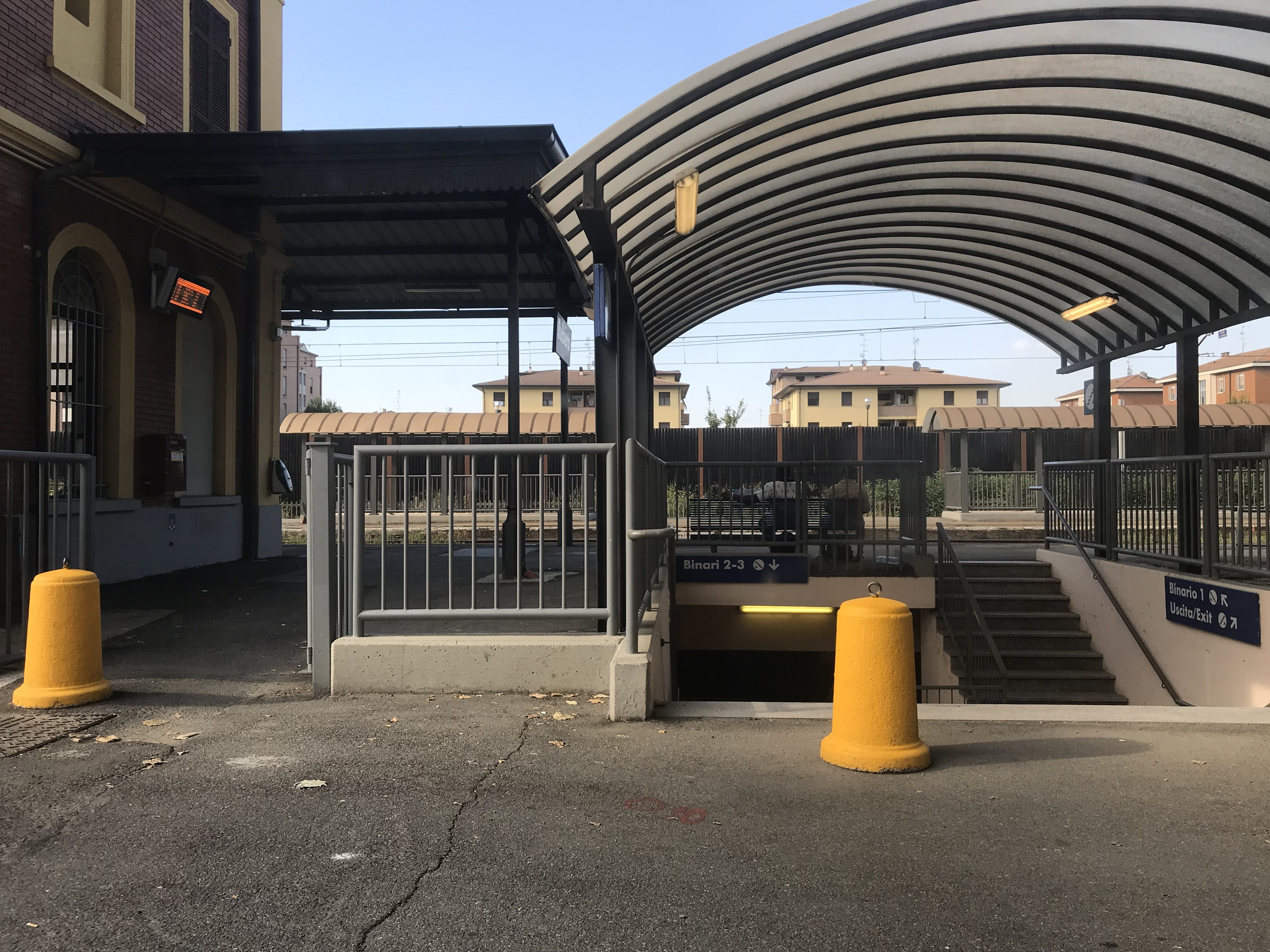
Il sottopasso della stazione che conduce ai binari

È dotata di un grande scalo merci con annesso fabbricato merci, cui si accede mediante un raccordo ferroviario; lo scalo merci possiede 7 binari tronchi.
La stazione possiede inoltre anche una grande area di 6 binari tronchi usati per l'accantonamento del materiale rotabile e dei convogli merci. Quest'ultima area è raccordata con un breve tracciato che conduce in un'area merci industriale.
Nei pressi della stazione vi è anche una sottostazione elettrica, raccordata con la ferrovia.

## Movimento
La stazione è servita da treni regionali svolti da Trenitalia Tper nell'ambito del contratto di servizio stipulato con la Regione Emilia-Romagna.
Le manovre nello scalo merci, servito a sua volta da diverse imprese ferroviarie, erano svolte a cura di Dinazzano Po fino al 2017, poi sostituita da Logica SpA e Mercitalia Shunting & Terminal.
A novembre 2019, la stazione risultava frequentata da un traffico giornaliero medio di circa 1205 persone (595 saliti + 610 discesi).

## Servizi
La stazione, che RFI classifica nella categoria bronze, dispone di:
- Biglietteria automatica
- Sala d'attesa
- Bar
- Servizi igienici